# Carposina contactella
Carposina contactella là một loài bướm đêm thuộc họ Carposinidae. Nó là loài đặc hữu của New Zealand.
Sải cánh dài 15–16mm. 